# Funky Monks
Funky Monks – film dokumentalny z 1991 roku ukazujący nagrania do albumu Blood Sugar Sex Magik w opuszczonej willi, którą wynajął w 1991 roku Rick Rubin, a obecnie jest jej właścicielem. Na soundtracku do albumu znajduje się wiele piosenek zarówno z Blood Sugar Sex Magik jak i z późniejszych albumów (np. piosenka "Soul to Squeeze").